# Критские лучники
Критские лучники были хорошо известным классом воинов, чьи специальные навыки широко использовались как в древних, так и в средневековых войнах.
Лучники с Крита особенно ценились в древних армиях, таких как армии греческих городов-государств, Македонии и Древнего Рима, которые не могли набирать значительное количество опытных лучников из своего местного населения.

## История
Использование луков и стрел критскими охотниками указано ещё в 2200 году до нашей эры в минойской печати. Мозаика, обнаруженная в Кноссе и датированная примерно 1700 годом до нашей эры, изображает воинов, вооруженных луками как простых, так и двояковыпуклых конструкций.
В классическую греческую эпоху критские лучники носили составные луки, состоящие из деревянного сердечника с многослойными слоями жил и рога. Это оружие, хоть его и было сложно натягивать и использовать, давало профессиональным критским лучникам больший радиус действия, чем простые деревянные луки гражданского ополчения материковой Греции.
Хотя критских лучников теоретически могли превзойти родосские пращники они были широко признаны одними из лучших стрелков в древнем мире и поэтому нашли применение в качестве наёмников во многих армиях, в том числе в армии Александра Македонского и диадохов. Во время отступления десяти тысяч после битвы при Кунаксе в 401 г. до н. э. гоплиты Ксенофонта смогли сдержать преследующие их персидские войска с помощью критских лучников, входивших в состав греческой наёмной армии. В этом сражении критяне, отрезанные от снабжения, смогли собрать и повторно использовать потраченные персидские стрелы, захватив тетивы у местного крестьянства. Ксенофонт пишет, что критские лучники уступили своим персидским оппонентам из-за меньшей дальности стрельбы и понесли потери из-за отсутствия доспехов. Ввиду этого греки на следующий день использовали против персов родосских пращников, которые благодаря лучшей дальности смогли отогнать персидских конных лучников от своего войска. 
После завоевания Македонии и независимых греческих городов-государств критские лучники служили вспомогательными силами в римской армии, реформированной Гаем Марием при республике и в Империи. Известен также случай использования их во внутреннем конфликте в Риме: в 121 г. до н.э. нанятые консулом Луцием Опимием критские наемники градом стрел обратили в бегство сторонников Гая Семпрония Гракха, что и предопределило поражение гракханцев. Средиземноморские лёгкие лучники на римской службе с III по V века нашей эры могли носить кожаные фуражки или быть с непокрытой головой. Кольчуга более ранних периодов была заменена кожаными куртками или туниками с длинными рукавами в пользу большей мобильности и экономии. Вспомогательное оружие для использования в ближнем бою включало легкие топоры и маленькие круглые щиты, прикрепленные к поясу и подходящие для парирования. Вспомогательный отряд конных критских лучников: Cohors I Cretum Sagittariorum Equitata ; участвовал в дакийских войнах 102—105 годов нашей эры и продолжал служить в Дакии как минимум до 161 года нашей эры.
Хотя римские лучники поздней республиканской эпохи почти полностью набирались с Крита, впоследствии лучники имперской римской армии всё чаще стали набираться из более густонаселённых провинций, таких как Сирия, Анатолия и Фракия. В результате к середине II века нашей эры из 33 вспомогательных отрядов сагиттариев ( лучников ) 32 обозначались сирийскими титулами и только один назывался «критским».
Крит оставался частью Византийской империи, пока не был захвачен Венецией после Четвертого крестового похода. В течение большей части этого периода остров был фемой (военной провинцией), предоставляя византийским войскам как лучников, так и моряков.
В 1452 году Венеция дала Византии специальное разрешение на возобновление вербовки критян. Одним из последних случаев, когда критские лучники, как известно, играли значительную роль, было участие в составе гарнизона, защищавшего Константинополь от турецкой армии Мехмета II в мае 1453 г.

## В популярной культуре
Критские лучники включены в видеоигры Rome: Total War, Total War: Rome II и Total War: Arena, где их можно нанять в качестве наёмников.